# Омура Ваїтіро
Ваїтіро Омура (яп. 大村 和市郎, нар. 1 січня 1933, Сідзуока — до вересня 2003) — японський футболіст, що грав на позиції півзахисника.
Виступав за клуб «Танабе Фармас'ютікалс», а також національну збірну Японії.

## Клубна кар'єра
Грав у футбол в вищій школі Сідзуоки та Університеті Ріккьо.
У дорослому футболі протягом усієї кар'єри грав за «Танабе Фармас'ютікалс».

## Виступи за збірну
1956 року дебютував в офіційних матчах у складі національної збірної Японії. Протягом кар'єри у національній команді, яка тривала усього 3 роки, провів у формі головної команди країни лише 5 матчів. Також брав участь у Олімпійських іграх 1956 року.

### Статистика виступів у національній збірній
| Збірна Японії | Збірна Японії | Збірна Японії |
| Роки          | Ігри          | голи          |
| ------------- | ------------- | ------------- |
| 1956          | 3             | 0             |
| 1957          | 0             | 0             |
| 1958          | 2             | 0             |
| Усього        | 5             | 0             |

## Смерть
Точна дата смерті невідома, проте відомо, що на вересень 2003 року Омура вже був мертвий.